# کالج داونینگ، کمبریج
کالج داونینگ، کمبریج (انگلیسی: Downing College, Cambridge) یکی از کالج‌های دانشگاه کمبریج است و در حدود ۶۰۰ دانشجو دارد. این کالج در ۱۸۰۰ میلادی تأسیس شده و تنها کالجی است که بین سال‌های ۱۵۹۶ تا ۱۸۶۹ به دانشگاه کمبریج پیوسته است. اغلب در مورد این کالج گفته می‌شود: قدیمی‌ترین میان کالج‌های جدید و جدیدترین، میان کالج‌های قدیمی. رئیس کنونی کالج، آلن بوک‌بایندر است.